# Milchname
Der Milchname (chinesisch 乳名, Pinyin rǔmíng oder 小名,  xiǎomíng bzw. 小字,  xiǎozì) auch Kindheitsname, Kinderkosename ist ein vorläufiger persönlicher Name, der unter anderem in China dem Baby nach der Geburt im Kreise der Familie gegeben wird. Dies geschieht oft, weil die Eltern noch keinen offiziellen Namen gewählt haben. Er wird gewechselt, sobald das Überleben des Kindes wahrscheinlich ist.

## Namensgebung

### Ursachen
Die schlechten Lebensbedingungen der Alten sowie eine hohe Sterberate der Babys lässt die Eltern alle Hoffnung in die Kleinen setzen und sie mit Kosenamen von z. B. Tieren belegen, in der Hoffnung, dass die Kinder gesund aufwachsen. Viele Spitznamen sind Ausdruck der elterlichen Zuneigung, die sich dann im Kosenamen widerspiegelt. Viele haben als Spitznamen verdoppelte Silben oder mehrere Silben: „baobao“ (寶寶 / 宝宝,  bǎobǎo – „Baby“)，„beibei“ (貝貝 / 贝贝,  bèibei – „Babe“), „xiaobaobei“ (小寶貝 / 小宝贝,  xiǎobǎobèi – „Schätzchen“) usw.

### Analyse
Für Max Weber steht die Vergabe eines Milchnamens in größerem – religionssoziologischen – Zusammenhang, der aber heute in den Hintergrund getreten ist (ähnlich wie die Konfirmation). Er gehört somit zu den Wiedergeburtsriten (Wecken und Erproben des Charismas einer Person) aus früherer Zeit, an deren Stelle heutzutage die Facherziehung getreten ist (praktische Brauchbarkeit der Zöglinge und Abrichtung derselben für Verwaltungszwecke und/oder die Kultivationspädagogik).

## Aussprache

### Reduplikation
- Hochchinesisch (Mandarin)
  1. Normaler Ton + nicht markierter Ton (Die Dauer des Tones liegt im normalen Bereich.)
Bei einigen Dialekten ist das zweite Wort geändert, zum Beispiel wird im Kantonesischen das zweite Wort geändert (wenn im 2. Ton 阳平,  yángpíng) wird dieser zum 3. Ton (上声,  shǎngshēng).
  2. Der Name selbst wird normal gesprochen, aber die Aussprache eines Wortes nach der Verdopplung wird gedehnt und hervorgehoben.